# Coenagrion lehmanni
Coenagrion lehmanni là một loài chuồn chuồn kim trong họ Coenagrionidae.
Coenagrion lehmanni được Kolenati miêu tả khoa học năm 1856.